# Rolladen-Schneider LS8
De Rolladen-Schneider LS8 is een Standaard en 18 meter klasse zweefvliegtuig dat werd gebouwd door Rolladen Schneider. In 1995 is de productie begonnen en is sinds 2003 in handen van DG Flugzeugbau. In 2016 werd de LS8-neo ontwikkeld met nieuwe 15 meter wingtips en andere kleine aanpassingen.